# Ретроконверсія
Ретроконве́рсія або ретроспективна конверсія — це процес перетворення даних з графічних образів (традиційних архівних документів, фондів бібліотек), отриманих після сканування, в текстовий формат, формат баз даних, призначений для пошуку за допомогою комп'ютерів.
Ретроконверсії передує етап сканування — потокове оцифрування фізичних оригіналів, з метою отримання їх електронного образу (іміджу).